# مهرات (المهرة)

تعديل مصدري - تعديل

مهرات هي إحدى قرى مديرية منعر التابعة لمحافظة المهرة، بلغ تعداد سكانها 178 نسمة حسب تعداد اليمن لعام 2004.